# Кенебек (Јужна Дакота)
Кенебек (енгл. Kennebec) град је у америчкој савезној држави Јужна Дакота.

## Демографија
По попису из 2010. године број становника је 240, што је 46 (-16,1%) становника мање него 2000. године.
| Група             | 2000.       | 2010.       |
| Белци             | 251 (87,8%) | 216 (90,0%) |
| Афроамериканци    | 0 (0,0%)    | 0 (0,0%)    |
| Азијати           | 3 (1,0%)    | 0 (0,0%)    |
| Хиспаноамериканци | 2 (0,7%)    | 0 (0,0%)    |
| Укупно            | 286         | 240         |